# Walter Otto (Kunsthistoriker)
Walter Otto (* 29. Juli 1911 in Hannover; † 26. April 1971 in München) war ein deutscher Kunsthistoriker.
Walter Otto studierte an der Universität München Kunstgeschichte u. a. bei Hans Jantzen, bei dem er 1947 promoviert wurde. Ab Wintersemester 1950/51 lehrte er dort als Privatdozent, 1956 habilitierte er sich und wurde am 22. August 1956 zum außerplanmäßigen Professor an der Universität München ernannt, wo er bis zu seinem Tode lehrte. Zu seinen Schülern gehörte u. a. der Kunsthistoriker Martin Gosebruch.
Der Forschungsschwerpunkt von Walter Otto lag auf dem Gebiet des frühen Mittelalters. Thematisch waren seine Forschungen jedoch breiter gefächert und reichten bis hin zur Gegenwartskunst.

## Schriften (Auswahl)
- Reichenauer Goldtreibarbeiten. (Diss. phil. Universität München, 10. Mai 1947, Maschinenschriftlich), Zusammenfassung gedruckt in: Zeitschrift für Kunstgeschichte 13 (1950), S. 39–67.
- Zur Lokalisierung ottonischer Goldarbeiten, in: Kunstchronik.  Monatsschrift für Kunstwissenschaft, Museumswesen und Denkmalpflege, Mitteilungsblatt des Verbandes Deutscher Kunsthistoriker, Bd. 9 (1956), 12, S. 354–356
- Die karolingische Bilderwelt. (Habilitationsschrift) Kunsthistorisches Seminar der  Universität München, München 1957.
- Zu Wolfgang Klähns Kunst. In: Speculum Artis 14 (1962), Heft 3, S. 46–48.
- Eine Gruppe frühkarolingischer Elfenbeinschnitzereien (Aus dem Nachlaß Walter Ottos, aufbewahrt in der Universitätsbibliothek Braunschweig).